# Acantopsis octoactinotos
Acantopsis octoactinotos es una especie de peces Cypriniformes de la familia Cobitidae.

## Morfología
Los machos pueden llegar alcanzar los 9,6 cm de longitud total.

## Hábitat y distribución
Vive en zonas de clima tropical, en Indonesia.